# Leiopsammodius soledadei
Leiopsammodius soledadei är en skalbaggsart som beskrevs av Rudolph Petrovitz 1961. Leiopsammodius soledadei ingår i släktet Leiopsammodius och familjen Aphodiidae. Inga underarter finns listade i Catalogue of Life.